# Blind Waters
Blind Waters ist ein US-amerikanischer Tierhorrorfilm aus dem Jahr 2023 von Anthony C. Ferrante, der auch das Drehbuch verfasste.

## Handlung
Valentina Armas und Weston Dern gönnen sich einen Urlaub am Golf von Mexiko. Während Weston für sich und seiner Freundin Drinks bestellt, stiehlt ein Dieb ihre Handtasche. Erst gegen Abend haben sich die beiden wieder versöhnt und küssen sich unter dem Feuerwerk. Am nächsten Morgen beschließen sie, tauchen zu gehen, und mieten sich daher bei Ramirez ein Boot. Zuvor versuchte Curtis Burman für sich, seine Frau Larisa und die gemeinsame Tochter Eliza ein Boot bei Ramirez zu mieten, doch der pochte auf den mit Weston gemachten Vertrag. Das Gespräch bekommt Gabe mit, der der Familie Burman auf einer gestohlenen Yacht, in der eine Leiche versteckt ist, eine Fahrt auf das Meer anbietet. Trotz Sturmwarnungen stimmen sie zu und begeben sich zum Angelausflug. Als der zwielichtige Gabe die Mordwaffe, ein blutiges Messer, ins Wasser fallen lässt, wird ein Hai angelockt, der Curtis, Eliza und schließlich Larisa frisst. Gabe flüchtet auf ein Schlauchboot. Valentina und Weston fahren derweil ebenfalls auf das Meer hinaus. Als sie eine in ihren Augen geeignete Stelle zum Tauchen finden, ziehen sie ihre Taucherausrüstung an und springen ins Meer. 
Währenddessen zieht der Sturm auf und Margo, ein Mitglied der Küstenwache, beschließt, auf Patrouille zu gehen. Weston plant, Valentina auf dem Meeresgrund einen Heiratsantrag zu machen. Auf dem Weg zum Meeresgrund begegnet den beiden ein Hai, wodurch Weston vor Schreck den Verlobungsring fallen lässt. Sofort beschließen sie, kehrtzumachen und sich ins Boot zu retten. Zurück an Bord, dauert es nicht lange, bis der Hai das Boot rammt. Valentina verliert das Gleichgewicht und prallt mit dem Kopf gegen das Boot. Sie erleidet eine schwere Gehirnerschütterung und erblindet vorübergehend.
Kurz darauf greift der Hai erneut an und bringt das Boot dieses Mal zum Kentern. Valentina und Weston können sich panisch auf den nun oben schwimmenden Kiel retten. Der Hai umkreist die beiden jedoch und startet immer wieder kleinere Attacken. Am Horizont entdeckt Weston eine Insel, die ungefähr 50 Meter entfernt von den beiden ist. Unschlüssig, ob die beiden die Insel erreichen können, harren sie weiter auf dem Wrack aus. Nachdem der Hai Weston Beins gepackt hat und ihn unter Wasser gezogen hat, beschließt der sich aus dieser Situation erfolgreich herauskämpfende Weston, dass sie Richtung Insel schwimmen müssen, da sie auf den Trümmern des Bootes nicht mehr sicher sind.
Sie schaffen es, Kontakt mit der Küstenwache aufzunehmen, bevor sie Richtung Insel schwimmen. Als sie die Insel erreichen und an Land gehen, treffen sie auf einen seltsamen gestrandeten Mann, der behauptet, seine Familie sei vom Hai gefressen worden. Dieser Mann stellt sich als Gabe heraus, der den Angriff überlebt hat. Mit einer am Strand liegenden Leiche will er den Hai ködern und dann entkommen. Valentina und Weston schlagen vor, lieber auf die Küstenwache zu warten.
Währenddessen Weston und Gabe mit Hilfe des Hais das Boot wieder ins Wasser bringen, bleibt Valentina an Land. 
Nach Einbruch der Dunkelheit versucht Weston schwimmend zu Valentina gelangen, was er auch schafft. Bei der Rückkehr zum Boot taucht der Hai wieder auf. Weston fordert Valentina auf, sofort aufs Boot zu gelangen. Weston wird vom Hai gefressen.
Nachdem Valentina rausgefunden hat, dass Gabe derjenige war, der sie im Hotel bestohlen hat, bekämpft sie Gabe. Gabe wird ebenfalls vom Hai attackiert und getötet.
Valentina bringt das Boot wieder in Gang und tötet den Hai. Kurz darauf wird sie von der Küstenwache gefunden.

## Hintergrund
Die Aufnahmen entstanden an der Küste von Puerto Vallarta in Mexiko. Das Drehbuch schrieb Anthony C. Ferrante, der außerdem für die Regie verantwortlich war. Er sammelte bereits in der Sharknado-Filmreihe, Sharknado – Genug gesagt!, Sharknado 2, Sharknado 3, Sharknado 4, Sharknado 5: Global Swarming und Sharknado 6: The Last One, Erfahrungen als Regisseur mit Tierhorrorfilmen, in denen Haie die zentralen Gegenspieler darstellen. Im Gegensatz zur Sharknado-Filmreihe ist Blind Waters ernsthafter.
In den USA erschien der Film am 12. August 2023 auf dem Streaming-Portal TUBI. Ab dem 10. September 2023 war der Film in Deutschland als Video-on-Demand verfügbar. Am 23. August 2024 erschien der Film im deutschen Videoverleih.

## Rezeption
Karina Adelgaard bezeichnet die Geschichte des Films auf ihrer Review für Heaven of Horror als „albern“. Sie bemängelt, dass die gezeigten Charaktere „grotesk stereotypisiert“ seien und „die Chemie zwischen den Charakteren“ nicht stimme. Die CGI-Effekte empfindet sie als „absolut furchtbar“. Auch wenn sie Verständnis zeigt, die nach und nach einsetzende Erblindung der Hauptrolle Valentina visuell umzusetzen, nervt sie die verschwommenen und unscharfen Szenen.
Aufgrund zu geringer Kritiken hat der Film bei Rotten Tomatoes keine Wertung erhalten. In der Internet Movie Database hat der Film bei über 400 Stimmenabgaben eine Wertung von 3,2 von 10,0 möglichen Sternen.